# گمینا یوتروشن
گمینا یوتروشن (به لهستانی:  Gmina Jutrosin) یک گمینا در لهستان است که در شهرستان راویچ واقع شده‌است. گمینا یوتروشن ۱۱۴٫۹۳ کیلومتر مربع مساحت و ۷٬۰۷۰ نفر جمعیت دارد.